# La reina joven
La reina joven è un film del 1916, diretto da Magín Murià, basato sul lavoro teatrale omonimo di Àngel Guimerà.

## Trama
Con il raggiungimento dell'età stabilita di Alexia termina il periodo di reggenza di suo zio il granduca Esteban, e la giovane regina sale sul trono. Uno dei suoi primi atti consiste nel far dono del parco reale, possesso della monarchia, alla città. Alexia visita i viali del parco accompagnata da alcuni dignitari di corte, fra cui l'anziano ciambellano Filiberto, insieme al quale ricorda quando, da piccola, veniva accompagnata da lui a scorrazzare per le medesime contrade. Dopo la cerimonia la giovane regina fa sellare il cavallo che da bambina, quando l'animale era un piccolo puledro, l'aveva rallegrata, e lo monta per una passeggiata attorno al parco. Il cavallo si imbizzarisce. Le cose paiono mettersi veramente male per Alexia, ma un passante, notando il pericolo cui la donna è esposta, coraggiosamente affronta il cavallo e riesce a calmarlo, restando leggermente ferito. L'uomo è il parimenti giovane segretario del partito repubblicano, il deputato Rolando.
Alexia rimane profondamente colpita dal gesto di Rolando, tanto più altruistico in quanto compiuto da un avversario politico. La regina comincia ad interessarsi degli ideali dei repubblicani e della persona del suo salvatore, giungendo persino a recarsi, sotto mentite spoglie, ad un comizio nel quale Rolando arringava i suoi seguaci sulla necessità di chiedere alla sovrana l'indulto per i prigionieri politici, e rimane affascinata dalla sua abilità oratoria e dal suo gran cuore. Alexia comincia quindi a nutrire del sentimento verso Rolando. Ma, oltre alle circostanze politiche, anche le fazioni di corte lavorano contro di lei: il granduca Esteban - leader di una cricca conservatrice se non di tendenze dispotiche -, volendo tornare al potere, vorrebbe far sì che la giovane regina sposasse suo figlio, il principe Vladimiro.
Alexia finisce col convocare a palazzo Rolando, e, in un'udienza a tu per tu, gli consegna l'atto da lei firmato in cui concede graziosamente l'indulto. Rolando è contento per la vittoria politica, è grato per la magnificenza della regina, ma nello stesso tempo appare profondamente inquieto. L'attrazione fra i due è evidente. Si stanno per baciare, quando Rolando, rendendosi conto che sta per compromettersi con l'avversario, anzi, col simbolo vivente della monarchia, da lui combattuta da tutta una vita, facendo prevalere le ragioni ideali all'amore, si ritira.
Il governo liberale cade. Alexia propone a Rolando di formare provvisoriamente un governo di coalizione insieme a lei, anche perché il paese stava scivolando verso una pericolosa china, con sommovimenti di piazza che potevano preludere ad azioni rivoluzionarie. Rolando si rifiuta di collaborare con la monarchia. Quando sarà la regina stessa, in privato, a recarsi nel quartier generale di Rolando, mentre il loro possibile rapporto amoroso è chiaro a entrambi, costui chiarisce di essere chiaramente disposto a sposare Alexia purché rinunci alla corona. E questa volta è la regina a opporsi vigorosamente.
Al granduca Esteban pare giunto il momento opportuno per fomentare un golpe e tornare al potere. Mentre il paese è in fermento, e la regina è impotente ed esautorata, egli riesce ad organizzare il matrimonio fra Alexia e Vladimiro. Ma proprio mentre la cerimonia sta per avere inizio all'interno del palazzo, parte delle forze armate si rivolta alla svolta reazionaria che si profila – invisa anche alla maggioranza della popolazione -, ed insieme agli oppositori repubblicani si riversa nelle strade antistanti la reggia, alla quale dà assalto.
Gli oppositori hanno ragione delle guardie lealiste, e penetrano a palazzo. Nei momenti concitati che seguono, il vecchio Filiberto viene colpito e si accascia ai piedi del trono, con raccapriccio di Alexia. Ma interviene Rolando, e riesce a calmare le teste calde del proprio partito e dei militari antigolpisti. Magicamente, gli assalitori, blanditi da Rolando, si ritraggono, e, dopo aver sollevato Filiberto ferito, lasciano il palazzo reale, facendo intuire un futuro di maggiore comprensione reciproca e collaborazione fra le forze antagoniste (i meccanismi della quale riconciliazione non vengono approfonditi), mentre Rolando e la giovane regina si riuniscono.

## Produzione
La pellicola è stata realizzata in luglio e agosto del 1916; le riprese esterne sono state effettuate a Barcellona, in particolare all'interno del parco Güell.
Margarita Xirgu aveva già interpretato il ruolo della regina Alexia alla prima teatrale dell'opera di Àngel Guimerà nel 1911.
La lunghezza della pellicola originale è di 1084 metri.

## Distribuzione
Dopo una proiezione privata l'8 novembre 1926 al Salón Cataluña di Barcellona, il film è uscito nelle sale cinematografiche il 13 dicembre dello stesso anno a Barcellona, e il 23 febbraio 1917 a Madrid.
La pellicola è stata restaurata nel 1997 a cura dell'Institut Valencià de Cultura in collaborazione con la Filmoteca Española, nell'ambito del progetto EFG1914 dell'Unione europea, finalizzato alla digitalizzazione di materiali relativi alla prima guerra mondiale.
In tempi recenti, il film è stato programmato al festival Mostra de València – Cinema del Mediterrani, 2018.

## Accoglienza
Il rilascio della pellicola è stato atteso con trepidazione dalla stampa spagnola coeva, dato il grande dispendio finanziario che il film comportava, e La reina joven è stato generalmente ben accolto dalla critica. Dopo le riprese del film Margarita Xirgu si è ritirata dal cinema, tornandovi solo nel 1938, nell'esilio sudamericano, per girare in Argentina Bodas de sangre, basato sul dramma Nozze di sangue di Federico García Lorca, del quale autore l'attrice aveva già in passato interpretato diversi lavori teatrali.